# Phyllanthus itatiaiensis
Phyllanthus itatiaiensis är en emblikaväxtart som beskrevs av Alexander Curt Brade. Phyllanthus itatiaiensis ingår i släktet Phyllanthus och familjen emblikaväxter. Inga underarter finns listade i Catalogue of Life.